# Моніка Обара
Моніка Обара (пол. Monika Obara; нар.. 21 лютого 1980, Люблін, Польська Народна Республіка) — польська акторка театру і кіно, лауреатка низки польських театральних премій.

## Біографія
Моніка Обара народилася в Любліні 21 лютого 1980 року. 2004 року закінчила акторський факультет кінематографічної школи в Лодзі. У 2004—2005 роках працювала у Польському театрі у Бидгощі. З 2006 року у театрі-студії ім. театрі-студії імені Станіслава Ігнація Віткевича у Варшаві.
Популярність до акторки прийшла вже в 2004 році після ролі Єви Мюллер в телевізійному серіалі «Л як любов» (пол. M jak miłość). У тому ж році вона була удостоєна «Премії Малгожати Бадовской» і призу глядацьких симпатій на XXII фестивалі театральних шкіл у Лодзі. У 2006 році Моніка Обара отримала «Варшавського Фелікса» в номінації «Краща акторка другого плану» за роль Кларіче у виставі «Слуга двох панів» театру-студії імені Станіслава Ігнація Віткевича.
Розпочату кар'єру перервала у 2007 році автомобільна катастрофа. Після реабілітації повернулася на сцену і в кінематограф.
Українській аудиторії Моніка Обара стала відома у 2016 році, коли польський комедійно-драматичний телесеріал Наші пані у Варшаві (пол. Dziewczyny ze Lwowa), у якому вона знялась у ролі сестри Ігоря, показали на телеканалі 1+1.

## Фільмографія
| Рік  | Фільм                                                              | Режисер                            | Персонаж                             |
| ---- | ------------------------------------------------------------------ | ---------------------------------- | ------------------------------------ |
| 1997 | «Клан» пол. Klan                                                   |                                    | пацієнтка гінекологічного відділення |
| 2002 | «Саме життя» пол. Samo Życie                                       |                                    | офіціантка                           |
| 2003 | «Сталося сьогодні» пол. Sprawa na dziś                             | Ніколай Харемський                 | спеціалістка в кооперативі           |
| 2004 | «Л как любов» пол. M jak miłość                                    |                                    | Єва Мюллер                           |
| 2005 | «Пара людей, мало часу» пол. Parę osób, mały czas                  | Анджей Бараньський                 | Аня                                  |
| 2005 | «Ода до радості» пол. Oda do radości                               | Анна Казеяк-Давид                  | Кінга                                |
| 2005 | «Клініка одиноких сердець» пол. Klinika samotnych serc             | Мацей Дейчер Лешек Войцевич        | Алінка                               |
| 2010 | «Отель 52» пол. Hotel 52                                           | Михал Квичинський Гжегож Кучеришка | стюардеса Сара                       |
| 2010 | «Шпильки на Гевонте» пол. Szpilki na Giewoncie                     | Роберт Вихровський Філіп Зіблер    | жінка з дитиною                      |
| 2010 | « Рятувальники» пол. Ratownicy Ratownicy                           | Марцін Врона                       | Івонна                               |
| 2010 | « Губи в губи» пол. Usta usta Usta usta                            |                                    | повія Нікола                         |
| 2011 | «Разом» пол. Na Wspólnej Na Wspólnej                               |                                    | Ада                                  |
| 2013 | «Право Агати» пол. Prawo Agaty Prawo Agaty                         |                                    | мати                                 |
| 2015 | «Наші пані у Варшаві» пол. Dziewczyny ze Lwowa Dziewczyny ze Lwowa |                                    | сестра Ігоря                         |